# Distretto di Bhagalpur
Bhagalpur è un distretto dell'India di 2 430 331 abitanti, che ha come capoluogo Bhagalpur.